# Ichneumon nigroflagellator
Ichneumon nigroflagellator (лат.) — вид наездников-ихневмонид рода Ichneumon из подсемейства Ichneumoninae (Ichneumonidae).

## Распространение
Таджикистан, Dushanbe, Ansor-Paß, на высоте 3400 м.

## Описание
Наездники среднего размера чёрного цвета, длина 10,2 мм. Жгутик усика почти нитевидный, с >38 члениками; 1-й флагелломер в 2,2 раза длиннее своей ширины, 10-й членик квадратный, самые широкие членики в 1,3 раза шире длины. Мандибулы в центре красноватые. Жгутик, голова и мезосома полностью чёрные. 2-й тергит темно-красновато-коричневый, вершинные тергиты без пятен цвета слоновой кости. Ноги чёрные; передние и средние бёдра на вершине и передние и средние голени спереди красноватые; задние бёдра красновато-коричневые, в основной половине темнее; задние голени чёрные с размытой красноватой полосой по центру. Крылья с отчетливым коричневатым налётом; птеростигма чёрная. Предположительно, как и близкие виды паразитоиды, которые развиваются в гусеницах бабочек. Близок к Ichneumon asiaticus, но новый вид можно отличить по его более длинному первому флагелломеру, чёрной мезосоме и большим количеством члеников жгутика. От Ichneumon nudicoxator его можно отличить по строению задних тазиков с небольшой scopa и более широкой области superomedia.
Вид был впервые описан в 2021 году немецким энтомологом Маттиасом Риделем (Германия) по материалам из Таджикистана.